# Cratere Haworth
Haworth è un cratere lunare di 51,42 km situato nella parte sud-occidentale della faccia visibile della Luna.